# 肖特集团

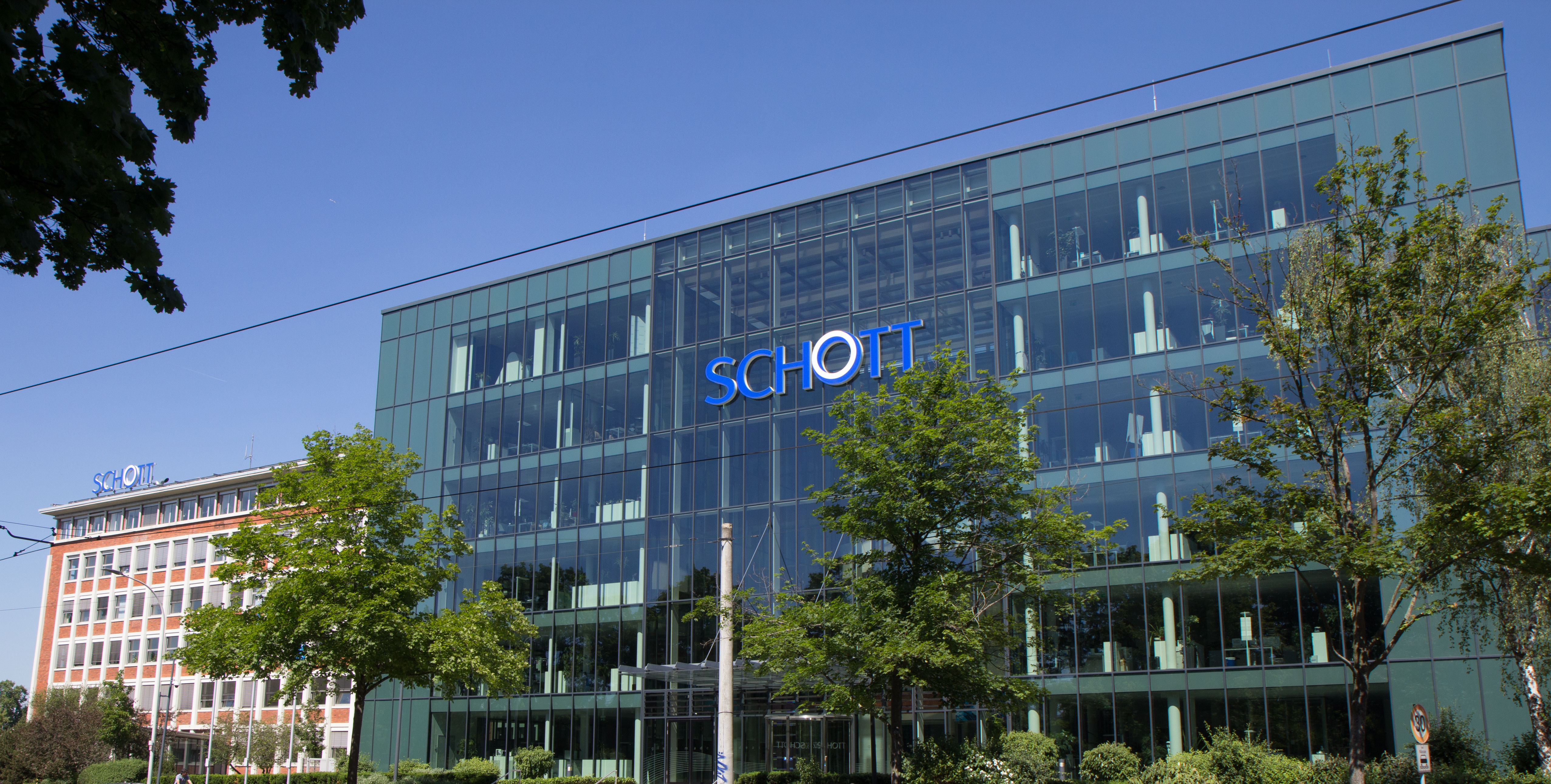
SCHOTT AG, Mainz

肖特玻璃厂（Schott Glaswerke AG）是德国制造光学玻璃的工厂，成立于1884年。

## 历史
1884年由恩斯特·阿贝和奥托·肖特在耶拿创建。最初的肖特玻璃目录只有不到五十种光学玻璃。二战后，肖特玻璃厂一分为二：一个在东德耶拿，一个在西德美茵兹。德国统一后，两个工厂合并为一个公司（Schott Glaswerke AG）。
现在的美茵兹肖特玻璃厂是世界上最大的光学玻璃厂，其肖特玻璃目录有一百多种光学玻璃。肖特玻璃厂的光学玻璃是设计和制造光学透镜的重要材料。卡尔·蔡司集团拥有肖特玻璃厂的全部股分。
肖特玻璃厂现有美国分公司（Schott Glass Technologies，Duryea，USA）和中国分公司：肖特玻璃中国有限公司。

## 外部連結
- Official company website （页面存档备份，存于）
- Official company website US （页面存档备份，存于）
- Schott Solar May Seek Up to EU700 Million in Initial Offering
- SCHOTT AG （页面存档备份，存于） Annual Report 2011/12

Template:玻璃制造商和品牌
1. 1 2  . SCHOTT.   [4 February 2015].